# Княжицы (Псковская область)
Княжицы — деревня в крайне западной части Стругокрасненского района Псковской области. Входит в состав сельского поселения «Новосельская волость».
Расположена к востоку от Княжицкого озера, в 20 км к северо-западу от волостного центра - села Новоселье, и в 20 км к западу от посёлка Струги Красные.

## История
Одно из первых упоминаний о деревне встречается на карте Псковской и Могилевской губерний 1773 года.
Согласно карте Псковской губернии 18-19 веков, деревня входила в границы основного района производства льна. По воспоминаниям старожилов, небольшое озеро (безымянное, неофициальное название: "Новое"), расположенное в границах деревни, имеет искусственное происхождение, на месте озера ранее был производственный объект, и вполне вероятно, имевший отношение к производству льна.
С учётом содержания карт Шуберта можно сделать вывод что деревня была местом, где сходилось не менее четырёх важных дорог, с примыкающей пятой-от деревни Лескова (Лесково), в настоящее время не существующей, на картах отмечаемая как урочище.
По землям, на которых расположена деревня, проходили войска в Первую и Вторую мировые войны, а также войска Красной армии во времена Гражданской войны.
На картах РККА 1920-х годов дорога на запад, до деревни Гридино, утратила свое значение, и показана в меньшем приоритете, обозначающую деревню Княжицы-как тупиковую, в то время как ранее данная деревня была перекрестком важных дорог, и, вероятно, торгово-экономических путей.
По рассказам старожилов, до Великой Отечественной войны деревня находилась несколько в стороне от текущего расположения, при наступлении немецких войск практически все дома были сожжены, судьба жителей неизвестна. Отстроена в послевоенное время на текущем месте. Однако, путем анализа имеющихся в свободном доступе карт становится очевидно, что данный довод не находит своего полного подтверждения. Действительно, деревня была крупным центром местного значения, перекрестком дорог, а на картах отмечены множественные безымянные хутора вокруг деревни. Наиболее реалистичной представляется версия, что во время наступления немецких войск в 1941 году жители хуторов были компактно переселены в саму деревню, для наиболее эффективного контроля, а сами дома на хуторах сожжены силами Вермахта.
Нежилая, с конца 1980-х годов, деревня Пожегово, расположенная восточнее, административно присоединена к Княжицам.
Ранее на западной окраине деревни имелись школа и здание киноклуба, совмещенное с медицинским пунктом. По состоянию на конец 90-х годов оба здания превращены в жилые дома.
Протекающая по территории деревни река Пскова делит Княжицы примерно на две равные части.

## Общие сведения
В центре в настоящее деревни расположены магазин (работает по индивидуальному графику, обычно в летний сезон), часовня Николая Чудотворца, кладбище, а также место бывшей автобусной остановки, ныне-парковка автомобилей. 
В непосредственной близости от деревни установлена вышка сотовой связи оператора Мегафон, а трасса линии электропередач примерно соответствует ранее существовавшей относительно прямой дороги по маршруту Княжицы-Пожегово-Соседно.
В деревне назначен(а) староста.

## Население
Переписная численность населения деревни составляет на 2000 год — 53 жителя, на 2010 год — 28 жителей. Фактически в зимнее время в деревне проживает 20-50 человек, в летнее-больше 100 жителей.
Численность коренных жителей, по состоянию на середину 2017 года, составляла не более 10 человек, это связано с естественными, возрастными обстоятельствами проживающих. В апреле 2020 года скончалась, предположительно, последняя коренная жительница деревни, проживавшая в ней на постоянной основе до начала 2000-х годов. Начиная с 2005-2010 годов начинается активный рост населения, вызванный застройкой новыми домами.  
По состоянию на 2020-2022 в деревне более 110 дворов, подавляющее большинство домов - обитаемы, в отличие от других деревень (пример: Заклинье, Корсаково, Пожегово, Усадище), расположенных по грунтовой дороге (Середка-Новоселье) от асфальтированного шоссе Цапелька-Плюсса 58К-366. 
С мая по середину осени количество жителей многократно увеличивается за счет приезжающих дачников.
Как было отмечено, не позднее начала 2010-х годов началось активное строительство новых домов как на месте старых, так и территориальное расширение деревни путем образования новых земельных участков. Являясь условно конечным, тупиковым пунктом лесной дороги Середка-Новоселье, из тихого, уединенного и глухого места, деревня Княжицы превращается в желанное место отдыха многих жителей Пскова и Санкт-Петербурга. 
Указанная лесная грунтовая дорога от Новоселья проходит сквозь деревню Княжицы, однако наиболее укатанная и пригодная для езды часть оканчивается именно в этой деревне.

## Уличная сеть и транспорт
В сравнении с другими деревнями в округе, уличная сеть развита, представлена следующими улицами:
1. Заречная ул.,
2. Зелёная ул.,
3. Луговая ул.,
4. Озерный переулок (преобразован в улицу Энтузиастов),
5. Озерная ул.,
6. Счастливая ул.,
7. Центральная ул.,
8. Энтузиастов ул.

Деревня Княжицы имеет не менее 7 грунтовых подъездов, пригодных для езды на автомобиле. 
Регулярное автобусное сообщение с селом Новоселье отсутствует, приблизительно, с начала 2010-х годов.